# Kim Ju-young
Đây là một tên người Triều Tiên, họ là Kim.
Kim Ju-young (tiếng Hàn: 김주영, sinh ngày 9 tháng 7 năm 1988) là một cầu thủ bóng đá người Hàn Quốc hiện đang thi đấu cho câu lạc bộ Hà Bắc Hoa Hạ Hạnh Phúc tại giải bóng đá ngoại hạng Trung Quốc.

## Danh hiệu

### Câu lạc bộ
FC Seoul
- K League 1
  - Vô địch (1): 2012
- AFC Champions League
  - Á quân (1): 2013
- Cúp FA
  - Á quân (1): 2014

### Quốc tế
Hàn Quốc
- Cúp bóng đá Đông Á (1): 2015

### Cá nhân
- K League Best XI: 2014
- Đội hình tiêu biểu AFC Champions League: 2014

## Thống kê sự nghiệp câu lạc bộ
- Kể từ ngày 30 tháng 11 năm 2014

| Câu lạc bộ          | Giải                | K League Classic | K League Classic | Cúp KFA | Cúp KFA   | Cúp Liên đoàn | Cúp Liên đoàn | Lục địa | Lục địa   | Tổng cộng | Tổng cộng |
| Câu lạc bộ          | Giải                | Số trận          | Bàn thắng        | Số trận | Bàn thắng | Số trận       | Bàn thắng     | Số trận | Bàn thắng | Số trận   | Bàn thắng |
| ------------------- | ------------------- | ---------------- | ---------------- | ------- | --------- | ------------- | ------------- | ------- | --------- | --------- | --------- |
| Gyeongnam FC        | 2009                | 20               | 0                | 2       | 0         | 1             | 0             | -       | -         | 23        | 0         |
| Gyeongnam FC        | 2010                | 24               | 0                | 2       | 0         | 6             | 0             | -       | -         | 32        | 0         |
| Gyeongnam FC        | 2011                | 4                | 1                | 0       | 0         | 0             | 0             | -       | -         | 4         | 1         |
| Gyeongnam FC        | Tổng cộng           | 48               | 1                | 4       | 0         | 7             | 0             | 0       | 0         | 59        | 1         |
| FC Seoul            | 2012                | 33               | 0                | 1       | 0         | -             | -             | -       | -         | 34        | 0         |
| FC Seoul            | 2013                | 31               | 2                | 1       | 0         | -             | -             | 13      | 0         | 45        | 2         |
| FC Seoul            | 2014                | 29               | 2                | 4       | 1         | -             | -             | 12      | 0         | 45        | 3         |
| FC Seoul            | Tổng cộng           | 93               | 4                | 6       | 1         | 0             | 0             | 25      | 0         | 124       | 5         |
| Tổng cộng sự nghiệp | Tổng cộng sự nghiệp | 141              | 4                | 10      | 1         | 7             | 0             | 25      | 0         | 183       | 6         |